# Patsy Cline
Patsy Cline, nata Virginia Patterson Hensley (Winchester, 8 settembre 1932 – Camden, 5 marzo 1963), è stata una cantante e compositrice statunitense.
Considerata una delle migliori interpreti vocali della storia della musica, Patsy Cline ha avuto una carriera tanto breve quanto popolare e costellata di numerosi successi.
Ricordata soprattutto come interprete di musica country, Cline ha comunque inciso numerosi brani pop, gospel e rockabilly.

## Biografia
Patsy Cline, nata Virginia Patterson Hensley, è nata nel 1932 in Virginia. In gioventù la sua famiglia aveva una condizione economica instabile e, oltre a lei, i genitori accudivano anche altri due figli, Samuel e Sylvia.
Patsy si appassionò alla musica in gioventù e comincia a studiare da autodidatta il pianoforte; contemporaneamente cantava anche nel coro della chiesa locale.
A metà anni cinquanta Cline cominciò a farsi notare da numerosi discografici e, con l'assistenza del musicista country Bill Peer, firmò il suo primo contratto discografico nel 1954 con la Four Star Records a Nashville.
Nel 1955 pubblicò il suo primo singolo "A Church, a Courtroom, Then Goodbye". Con la Four Stars ha pubblicato 17 singoli in quattro anni di contratto e il suo primo grande successo fu "Walkin' After Midnight" del 1957. 
Il suo primo album in studio, Patsy Cline, fu pubblicato il 5 agosto 1957 per l'etichetta Decca Records con la quale in seguito otterrà un contratto. 
Nel 1960 decise di firmare con la Decca Records con la quale rimase legata fino alla morte. Cline ha ottenuto successivamente un successo più ampio avvicinandosi a sonorità pop e raggiungendo due volte la vetta delle classifiche country. 
Nel 1961 ha pubblicato il suo secondo disco, Patsy Cline Showcase che ottenne un ampio successo. Il suo ultimo album fu invece Sentimentally Yours pubblicato nell'agosto del 1962.
Dal 1957 alla sua morte ha anche pubblicato 6 EP.
È stata la prima cantante a essere introdotta, nel 1973, nella Country Music Hall of Fame.

## Morte
Cline è morta a soli trent'anni in un incidente aereo il 5 marzo 1963, all'apice della sua carriera.

## Vita privata
Patsy Cline si è sposata due volte; la prima, dal 1953 al 1957, con Gerald Cline e la seconda con Charlie Dick dal 1957 al 1963 (anno della morte di lei). Aveva due figli, entrambi nati dal secondo matrimonio.
Influente personalità, Cline era amica personale di molte star dell'epoca tra le quali Loretta Lynn e Jim Reeves.

## Stile musicale
Nota per il suo timbro ricco ed espressivo e per la sua voce da contralto, il suo stile vocale, unito ad una dizione canora curata e ad una pulizia tecnica impareggiabile è stato la fonte d'ispirazione per cantanti di ogni genere musicale.

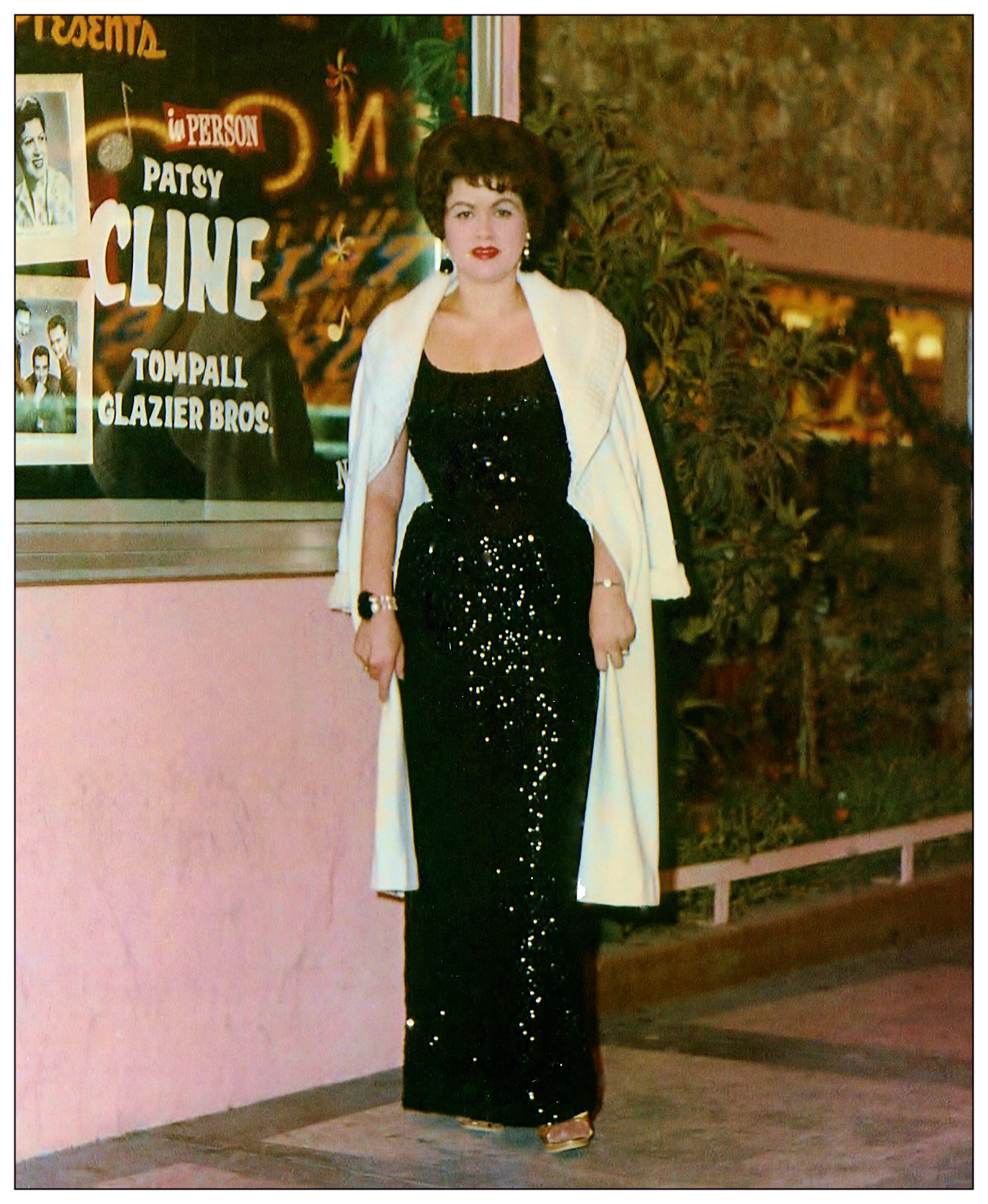
Patsy Cline nel 1962

Nota anche per la poliedricità di stili ai quali attingeva, Cline ha registrato musica country, pop, gospel e rockabilly.

## Discografia

### Album in studio
- 1957 - Patsy Cline (Decca Records, DL 8611)
- 1961 - Patsy Cline Showcase (Decca Records, DL 4202/DL 74202)
- 1962 - Sentimentally Yours (Decca Records, DL 4282/DL 74282)

### Raccolte
- 1962 - Patsy Cline's Golden Hits (Everest Records, 1200)
- 1963 - Encores (Everest Records, 5204/1204) Raccolta

### Album postumi

#### In studio
- 1964 - A Portrait of Patsy Cline
- 1964 - That's How a Heartache Begins
- 1980 - Always
- 1999 - Patsy Cline Duets, Volume 1

#### Altri album postumi
- 1963 - In Memoriam (Everest Records, 1217)
- 1963 - The Patsy Cline Story (Decca Records, DXSB 7176) Raccolta, 2 LP
- 1963 - Legend (Everest Records, 5223)
- 1963 - A Tribute to Patsy Cline (Brunswick Records, LAT 8549)
- 1964 - A Portrait of Patsy Cline (Decca Records, DL 4508/DL 74508)
- 1964 - That's How a Heartache Begins (Decca Records, DL 4586/DL 74586)
- 1964 - Reflections (Everest Records, 1229)
- 1964 - Walkin' After Midnight (Sears Records, SP/SPS-102)
- 1964 - I Can't Forget You (Hilltop Records, 6016)
- 1965 - Today, Tomorrow, Forever (Hilltop Records, 6001)
- 1965 - Here's Patsy Cline (Vocalion Records, VL 3753)
- 1965 - Gotta Lot of Rhythm in My Soul (Metro Records, M/MS-540)
- 1966 - Stop the World and Let Me Off (Hilltop Records, JM-6039)
- 1967 - Patsy Cline's Greatest Hits (Decca Records, DL 4854/DL 74854)
- 1967 - Never to Be Forgotten (Allegro Records, ALL 839)
- 1967 - Patsy Cline (Allegro Records, ALL 862)
- 1967 - Miss Country Music (Hilltop Records, JS-6054)
- 1968 - Walking After Midnight (Ember Records, CW 134)
- 1968 - Stop the World (Hilltop Records, S-6039)
- 1968 - In Care of the Blues (Rhino Records, SPS-127)
- 1968 - The Sound of Patsy Cline (MCA Records, MUP 316)
- 1969 - Country Great! (Vocalion Records, VL 73872)
- 1969 - In Care of the Blues (Hilltop Records, JS-6072)
- 1969 - Portrait of Patsy (Columbia Musical Treasuries Records, P2S 5280) 2 LP
- 1969 - Portrait of Patsy (Columbia Records, DS 468)
- 1969 - Portrait of Patsy Vol. 2 (Columbia Records, DS-469)
- 1969 - The Heart You Break (Longines Symphonette Society Records, SQ 93489)
- 1974 - Country Hall of Fame (Pickwick Records, JS-6148)
- 1974 - Patsy Cline (Everest Records Archive of Folk & Jazz Music, FS-302)
- 1980 - Always Patsy Cline (MCA Records, MCA-3263)
- 1980 - Country Classics Volume I (Picc-A-Dilly Records, PIC-3314)
- 1980 - Country Classics Volume II (Picc-A-Dilly Records, PIC-3324)
- 1980 - Country Classics Volume III (Picc-A-Dilly Records, PIC-3325)
- 1980 - Greatest Hits (MCA Records, MCA-12)
- 1981 - Let the Teardrops Fall (Accord Records, SN 7153)
- 1982 - Today, Tomorrow and Forever (Columbia Special Products Records, P 18263)
- 1982 - Her Greatest (Country 10 Records, CFX 202)
- 1982 - The Legendary Patsy Cline (JKL Productions, JKLL 2001)
- 1982 - Loved and Lost Again (51 West Records, Q16282)
- 1982 - Golden Treasures (AHED Records, AS-8215)
- 1983 - The Patsy Cline Collection (Ritz Records, SPL 400)
- 1983 - 20 Hits (Audio 20 Records, A20-412)
- 1983 - Crazy Dreams (Country 10 Records, CFX-205)
- 1984 - 20 Greatest Hits (Lotus Records, LOP 14054)
- 1984 - Stop, Look & Listen (Allegiance Records, AV-5021)
- 1985 - Golden Greats (MCA Records, MCM 5008)
- 1985 - Sweet Dreams (MCA Records, MCA-6149)
- 1985 - Crazy Dreams (Audio Fidelity Records, PD-205)
- 1985 - The Legend (4 Star Records, 4S-TV-2) 3 LP
- 1986 - Stop, Look & Listen (MCA Records, MCA-1440)
- 1986 - Sweet Dreams with Patsy Cline (The Entertainers Records, ENT LP 13.018)
- 1986 - Her Legendary Recordings (MCA Records, MSM 35076) 2 LP
- 1986 - Songwriters' Tribute (MCA Records, MCA-25019)
- 1986 - 20 Classic Tracks (Starburst Records, SMT 005)
- 1987 - 20 Golden Hits (Deluxe Records Ltd., DLP 7887)
- 1987 - Too Many Secrets (Starburst Records, SMT 013)
- 1987 - Off the Record with Patsy Cline (Sierra Records, CFEDD 1007)
- 1987 - Always (Hallmark Records, SHM 3219)
- 1988 - Dreaming... (Platinum Records, PLAT 303)
- 1988 - Walkin' After Midnight (Axis Records, AX 701399)
- 1988 - Commemorative Collection (12 Greatest Hits/The Last Sessions) (MCA Records, MCAD2-8925)
- 1988 - The Legendary Patsy Cline (Pair Records, PCD-2-1236)
- 1988 - Vintage Gold (MCA Records, MCAD-37289)
- 1988 - The Last Sessions (MCA Records, MCA-25199)
- 1988 - Live at the Opry (MCA Records, MCA-42142)
- 1989 - Live Volume Two (MCA Records, 42284)
- 1989 - Walkin' Dreams - Her First Recordings, Vol. 1 (Rhino Records, R1 70048)
- 1989 - Hungry for Love - Her First Recordings, Vol. 2 (Rhino Records, R1 70049)
- 1989 - The Rockin' Side - Her First Recordings, Vol. 3 (Rhino Records, R1 70050)
- 1989 - Walkin' After Midnight (World Music Records, WM 88021)
- 1989 - Walkin' After Midnight (Spectrum Records, 5500542)
- 1990 - Crazy Dreams - The Four Star Years (The Magnum Music Group Records, CDSD 3001) 2 CD
- 1990 - The Legendary Patsy Cline (Heartland Music Records, HD 1097)
- 1990 - Unforgettable Patsy Cline (Pickwick Music Records, PWK 017)
- 1990 - Country Blues (Listen Easy Records, CD-EAS-903)
- 1991 - The Patsy Cline Collection (MCA Records, MCAD4-10421) 4 CD
- 1996 - The Birth of a Star (Razor & Tie Records, RE 2108-2)
- 1997 - Live at the Cimarron Ballroom (MCA Nashville Records, MCAD-11579)
- 1999 - Duets (Volume I) (Mercury Records, 463 417 097 2)
- 2000 - The Ultimate Collection (UTV Records, 314 560 214-2) 2 CD
- 2004 - The Definitive Collection (MCA Nashville Records, B0001791-02)
- 2005 - Gold (MCA Nashville Records, B0004119-02) 2 CD

### Singoli
- 1955 - A Church, a Courtroom, Then Goodbye/Honky Tonk Merry-Go-Round (Coral Records, 61464)
- 1955 - Turn the Cards Slowly/Hidin' Out (Coral Records, 61523)
- 1956 - I Love You Honey/Come Right In (Coral Records, 61583)
- 1956 - Stop, Look and Listen/I've Loved and Lost Again (Decca Records, 29963)
- 1957 - Walkin' After Midnight/A Poor Man's Roses (Or a Rich Man's Gold) (Decca Records, 9-30221)
- 1957 - Try Again/Today, Tomorrow and Forever (Decca Records, 30339)
- 1957 - Three Cigarettes an a Ashtray/A Stranger in My Arms (Decca Records, 30406)
- 1957 - I Don't Wanta/Then You'll Know (Decca Records, 30504)
- 1958 - Stop the World/Walking Dream (Decca Records, 30542)
- 1958 - Come on In/Let the Teardrops Fall (Decca Records, 30659)
- 1958 - Never No More/I Can See an Angel (Decca Records, 30706)
- 1958 - Just Out of Reach (Of My Two Open Arms)/If I Could See the World (Decca Records, 30746)
- 1958 - Dear Gold/He Will Do for You (Decca Records, 30794)
- 1959 - Yes, I Understand/Cry Not for Me (Decca Records, 30846)
- 1959 - Got a Lot of Rhythm in My Soul/I'm Blue Again (Decca Records, 30929)
- 1960 - Lovesick Blues/How Can I Face Tomorrow (Decca Records, 31061)
- 1960 - There He Goes/Crazy Dream (Decca Records, 31128)
- 1961 - I Fall to Pieces/Lovin' in Vain (Decca Records, 31205)
- 1961 - Crazy/Who Can I Count On (Decca Records, 31317)
- 1962 - She's Got You/Strange (Decca Records, 31354)
- 1962 - When I Get Thru with You (You'll Love Me Too)/Imagine That (Decca Records, 31377)
- 1962 - So Wrong/You're Stronger Than Me (Decca Records, 31406)
- 1962 - Heartaches/Why Can't He Be You (Decca Records, 31429)
- 1963 - Leavin' on Your Mind/Tra Le La Le La Triangle (Decca Records, 31455)
- 1963 - Sweet Dreams (Of You)/Back in Baby's Arms (Decca Records, 31483)
- 1963 - Faded Love/Blue Moon of Kentucky (Decca Records, 31522)
- 1963 - When You Need a Laugh/I'll Sail My Ship Alone (Decca Records, 31522)